# Protección social en Francia
La protección social en Francia está presente en todos los sistemas, su objetivo es proteger a las personas que se encuentran en riesgo o situaciones de pobreza (enfermedad, maternidad, invalidez, vejez y desempleo). La protección social se refiere a todos los mecanismos de previsión colectiva, que las personas pueden hacer frente a las consecuencias financieras de los "riesgos sociales". Estas, son las situaciones que pueden poner en peligro la protección económica del individuo o su familia (definido como un conjunto de personas, unidas por descendencia, matrimonio u otras relaciones), causando una disminución de sus recursos aumentando sus gastos (vejez, enfermedad, invalidez, desempleo, maternidad, responsabilidades familiares, etc.).
En 2015, el sistema de bienestar social constituyó 471 millardos de euros anuales, o el 33 % del Producto interno bruto (PIB).

## Historia
La protección social Francesa, tiene sus orígenes en la época medieval, con las sociedades de beneficios fraternales. En la segunda mitad del siglo XIX, los sistemas de asistencia social se desarrollaron lentamente, a menudo puesto en marcha por los empleadores marcada fuertemente por el catolicismo social, posteriormente es trasladada a las primeras leyes. En 1930, fue creado el seguro social moderno, para ofrecer a los trabajadores la protección contra ciertos riesgos: accidentes, enfermedad, invalidez, maternidad, vejez o incluso muerte.
Durante la Segunda Guerra Mundial, el Consejo Nacional de la Resistencia diseñó el sistema de protección social, que en la actualidad es el corazón de la protección social. Fue creado después de La Liberación, por la resolución del 4 de octubre de 1945. Poco a poco, la protección ha cubierto a toda la población, mientras que los beneficios se han extendido.